# كاترينا دولجيكوفا
كاترينا دولجيكوفا (بالإنجليزية: Kateryna Oleksandrіvna Dolzhikova) (بالأوكرانية: Катери́на Олекса́ндрівна До́лжикова)‏ (ولدت في 25 سبتمبر 1988 في كييف) وهي لاعبة شطرنج أوكرانية. حصلت على لقب أستاذ دولي في (الشطرنج).
فازت ببطولة السيدات الأوكرانية في عام 2011. لعبت دولجيكوفا للمنتخب الأوكراني وحازت على الميدالية الفضية في فريق السيدات في الشطرنج السريع في دورة الألعاب الرياضية العالمية للعقل لعام 2008.
في 24 يوليو 2009 ، تزوج غراند ماستر سيرغي كارياكن. ولكنها انفصلت منه في وقت لاحق.

## وصلات خارجية
- كاترينا دولجيكوفا على موقع الاتحاد الدولي للشطرنج (الإنجليزية)
- كاترينا دولجيكوفا على موقع مباريات الشطرنج (الإنجليزية)
- كاترينا دولجيكوفا على موقع Chesstempo.com (الإنجليزية)